# Bothropolys dziadoszi
Bothropolys dziadoszi är en mångfotingart som beskrevs av Matic 1974. Bothropolys dziadoszi ingår i släktet Bothropolys och familjen stenkrypare. Inga underarter finns listade i Catalogue of Life.